# Fàbrica d'alcohol Just
La Fàbrica d'Alcohol Just o la Fassina de Vilafranca del Penedès és un conjunt de naus industrials protegit com a Bé Cultural d'Interès Local.
Als anys 90 l'ajuntament el va adquirir el conjont per convertir-lo en Alberg Municipal i un Centre de Formació ocupacional tot i conservar la típica torre de destil·lació de l'antiga fàbrica.

## Descripció
Es tracta d'un conjunt de tres naus industrials de planta rectangular, construïts el 1941 segons el projecte de l'arquitecte Josep Maria Miró i Guibernau (1889-1966). Dues d'elles estan unides per un baluard, i tenen accessos laterals a través d'un pati. En la construcció es van seguir uns criteris funcionalistes que dins el context de la postguerra van servir per aconseguir un màxim rendiment de la matèria primera a l'abast. Les naus grans es componen de dos capcers esglaonats i vuit pòrtics. La nau petita té dos pòrtics. Hi ha un edifici complementari destinat a fàbrica d'alcohol amb torre de destil·lació.
Pel que fa al sistema constructiu consta de pilars de totxo, encavallades metàl·liques reblonades. Hi ha voltes bufades de maó de pla amb lluernes superiors coronades amb la mateixa torre. Els tancaments són de totxo.
Les obertures són amb llinda amb domini de l'horitzontal.